# Plana Alta

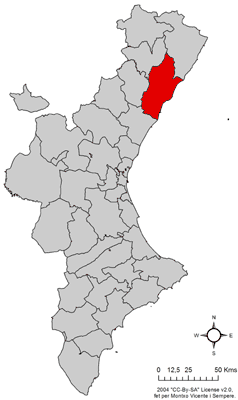
Plana Alta na mapie Walencji.

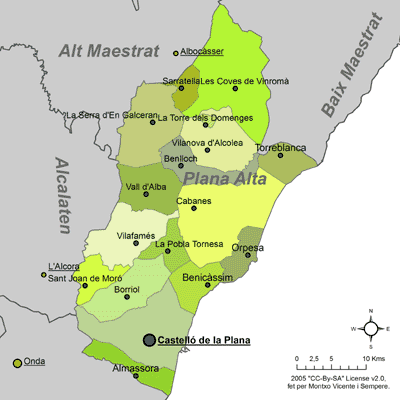
Mapa z wyszczególnionymi gminami wchodzącymi w skład comarki Plana Alta.

Plana Alta – comarca w Hiszpanii, w Walencji, w prowincji Castellón. Stolicą jest Castellón de la Plana. Comarca ma powierzchnię 957 km². Mieszka w niej 234 887 obywateli.

## Gminy
W skład comarki wchodzi 17 gmin. Są to:
- Almassora – liczba ludności: 19 688
- Benicasim/Benicàssim – 16 200
- Benlloc – 1019
- Borriol – 4288
- Cabanes – 2659
- Castellón de la Plana/Castelló de la Plana – 167 455
- Les Coves de Vinromà – 1857
- Oropesa del Mar/Orpesa – 7208
- La Pobla Tornesa – 790
- Sant Joan de Moró – 2157
- La Serratella – 91
- Sierra Engarcerán – 1079
- La Torre d’en Doménec – 236
- Torreblanca – 5656
- La Vall d’Alba – 2103
- Vilafamés – 1730
- Vilanova d’Alcolea – 671